# Alestes baremoze
Alestes baremoze és una espècie de peix de la família dels alèstids i de l'ordre dels caraciformes.

## Morfologia
- Els mascles poden assolir 43 cm de longitud total i les femelles 40.
- Nombre de vèrtebres: 41-49.[4][5]

## Subespècies
- Alestes baremoze soudaniensis
- Alestes baremoze eburneensis
- Alestes baremoze baremoz[4]

## Hàbitat
És un peix d'aigua dolça i de clima tropical.

## Distribució geogràfica
Es troba a Àfrica: rius Senegal, Níger, Volta, Nil, les conques costaneres fluvials de la Costa d'Ivori (incloent-hi els rius Comoé, Bandama i Sassandra), conca del llac Txad i llacs Albert i Turkana.